# Gianna Maria Canale
Gianna Maria Canale (12 de setembro de 1927 – 13 de fevereiro de 2009) foi uma atriz de cinema italiana.

## Biografia
Gianna Canale nasceu em 1927 em Reggio Calabria, no sul da bota da Itália. Em 1947, disputou o concurso de beleza Miss Itália, onde foi vice-campeã atrás de Lucia Bosè. Depois disso, ela apareceu em muitas revistas italianas, com sua aparência sendo comparada à de Ava Gardner.

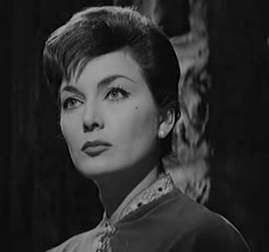
Gianna Canale em I vampiri (1956).

Canale recebeu uma oferta de um papel em um filme de Riccardo Freda, por quem ela acabou se apaixonando. Eles se mudaram para o Brasil, onde se casaram e trabalharam juntos em dois filmes. Como Canale não gostava de viver na América do Sul, o casal voltou para a Itália, onde, muitas vezes dirigida pelo marido, estrelou diversos filmes de capa e espada, além de filmes de terror e aventura. I vampirori foi seu último filme com Freda.
Canale deixou de atuar em 1964, aos 37 anos. Ela morreu em Sutri, na comuna de Viterbo, em 13 de fevereiro de 2009.

## Filmografia
| Ano  | Título                         | Papel                      | Diretor                             | Elenco | Notas                          |
| ---- | ------------------------------ | -------------------------- | ----------------------------------- | --- | ------------------------------ |
| 1946 | Aquila nera                    | Tatiana Cernicevskij       | Riccardo Freda                      | Rossano Brazzi, Irasema Dilián e Gino Cervi                                                                                                 |                                |
| 1946 | Rigoletto                      | Maddalena                  | Carmine Gallone                     | Tito Gobbi, Marcella Govoni e Lina Pagliughi                                                                                                |                                |
| 1948 | Il cavaliere misterioso        | Condessa Lehmann           | Riccardo Freda                      | Vittorio Gassman, María Mercader e Yvonne Sanson                                                                                            |                                |
| 1948 | Guarany                        | Jacqueline                 | Riccardo Freda                      | António Vilar e Mariella Lotti |                                |
| 1949 | Totò Le Mokò                   | Viviane de Valance         | Carlo Ludovico Bragaglia            | Totò |                                |
| 1949 | O caçula do Barulho            |                            | Riccardo Freda                      | Oscarito, Grande Otelo |                                |
| 1949 | The Iron Swordsman             | Emilia                     | Riccardo Freda                      | Carlo Ninchi |                                |
| 1949 | Il bacio di una morta          | Nora O'Kira                | Guido Brignone                      | Virginia Belmont |                                |
| 1950 | Son of d'Artagnan              | Linda                      | Riccardo Freda                      | Carlo Ninchi |                                |
| 1951 | Double Cross                   | Luisetta                   | Riccardo Freda                      | Amedeo Nazzari e Vittorio Gassman |                                |
| 1951 | Go for Broke!                  | Rosina                     | Robert Pirosh                       | Van Johnson |                                |
| 1951 | Revenge of Black Eagle         | Tatiana Cernicevskij       | Riccardo Freda                      | Rossano Brazzi |                                |
| 1951 | See Naples and Die             | Marisa Meris               | Riccardo Freda                      | |                                |
| 1952 | L'eterna catena                | Maria Raneri               | Anton Giulio Majano                 | Marcello Mastroianni |                                |
| 1952 | The Legend of the Piave        | Contessa Giovanna Dolfin   | Riccardo Freda                      | |                                |
| 1953 | Spartaco                       | Sabina Crassus             | Riccardo Freda                      | Massimo Girotti, Ludmilla Tchérina |                                |
| 1953 | The Man from Cairo             | Lorraine Belogne           | Ray Enright                         | George Raft |                                |
| 1953 | Alert au sud                   | Nathalie Provence          | Jean Devaivre                       | Jean-Claude Pascal e Erich von Stroheim |                                |
| 1954 | Theodora, Slave Empress        | Theodora                   | Riccardo Freda                      | Georges Marchal |                                |
| 1954 | Madame du Barry                | Duchesse de Grammont       | Christian-Jaque                     | Martine Carol |                                |
| 1954 | L'ombra                        | Elena                      | Giorgio Bianchi                     | Märta Torén, Pierre Cressoy |                                |
| 1954 | Madame Butterfly               | Singer: Suzuki             | Carmine Gallone                     | Kaoru Yachigusa, Nicola Filacuridi, Michiko Tanaka                                                                                          |                                |
| 1955 | Napoleón                       | Pauline Bonaparte          | Sacha Guitry                        | Daniel Gélin, Raymond Pellegrin, Orson Welles, Erich von Stroheim, Michèle Morgan, Danielle Darrieux, Yves Montand, Jean Gabine Jean Marais |                                |
| 1955 | Il coraggio                    | Susy Esposito              | Domenico Paolella                   | Totò, Gino Cervi |                                |
| 1956 | A Woman Alone                  | Mara                       | Vittorio Sala                       | Eleonora Rossi Drago |                                |
| 1956 | The Lebanese Mission           | Condessa Athelstane Orloff | Richard Pottier                     | Jean-Claude Pascal, Omar Sharif, Jean Servais e Juliette Gréco                                                                              |                                |
| 1956 | Le schiave di Cartagine        | Julia Martia               | Guido Brignone                      | Jorge Mistral |                                |
| 1957 | I Vampiri                      | Giselle du Grand           | Riccardo Freda                      | | Filme terminado por Mario Bava |
| 1958 | Pirate of the Half Moon        | Infanta Caterina           | Giuseppe Maria Scotese              | John Derek |                                |
| 1958 | Le fatiche di Ercole           | Antea                      | Pietro Francisci                    | Steve Reeves, Sylva Koscina |                                |
| 1958 | The Silent Enemy               | Conchita                   | William Fairchild                   | Laurence Harvey, Dawn Addams e Michael Craig                                                                                                |                                |
| 1958 | The Mighty Crusaders           | Armida                     | Carlo Ludovico Bragaglia            | Francisco Rabal, Sylva Koscina e Rik Battaglia                                                                                              |                                |
| 1958 | The Whole Truth                | Gina Bertini               | John Guillermin                     | Stewart Granger, Donna Reed e George Sanders                                                                                                |                                |
| 1958 | The Warrior and the Slave Girl | Amira                      | Vittorio Cottafavi                  | Georges Marchal |                                |
| 1959 | Devil's Cavaliers              | Baronesa Elaine de Faldone | Siro Marcellini                     | Frank Latimore |                                |
| 1960 | Seven in the Sun               | Libertà                    | Sergio Bergonzelli                  | Frank Latimore |                                |
| 1960 | The Night They Killed Rasputin | Czarina Alexandra          | Pierre Chenal                       | Edmund Purdom, John Drew Barrymore |                                |
| 1960 | Queen of the Pirates           | Sandra                     | Mario Costa                         | |                                |
| 1960 | Colossus and the Amazon Queen  | Rainha Amazona             | Vittorio Sala                       | Rod Taylor, Ed Fury e Dorian Gray |                                |
| 1960 | The Conqueror of the Orient    | Dinazar / Zobeida          | Tanio Boccia                        | Rik Battaglia |                                |
| 1961 | The Treasure of Monte Cristo   | Lucetta Di Marca           | Monty Berman e Robert S. Baker      | Rory Calhoun |                                |
| 1961 | Maciste contro il vampiro      | Astra                      | Sergio Corbucci e Giacomo Gentilomo | Gordon Scott e Jacques Sernas |                                |
| 1961 | The Centurion                  | Artemide                   | Mario Costa                         | Jacques Sernas, John Drew Barrymore, Geneviève Grad e Gordon Mitchell                                                                       |                                |
| 1962 | The Slave                      | Claudia                    | Sergio Corbucci                     | Steve Reeves e Jacques Sernas |                                |
| 1962 | Le Chevalier de Pardaillan     | Princess Fausta Borgia     | Bernard Borderie                    | Gérard Barray |                                |
| 1962 | Tiger of the Seven Seas        | Consuelo                   | Luigi Capuano                       | Anthony Steel |                                |
| 1963 | Scaramouche                    | Suzanne                    | Antonio Isasi-Isasmendi             | Gérard Barray e Michèle Girardon |                                |
| 1963 | Il Boom                        | Silvia Alberti             | Vittorio De Sica                    | Alberto Sordi |                                |
| 1963 | The Lion of St. Mark           | Rossana                    | Luigi Capuano                       | Gordon Scott e Rik Battaglia |                                |
| 1964 | Il treno del sabato            | Luisa Mancini              | Vittorio Sala                       | |                                |
| 1964 | The Avenger of Venice          | Imperia                    | Carlo Campogallianie Piero Pierotti | Brett Halsey | Última atuação                 |